# NGC 7617
NGC 7617 је лентикуларна галаксија у сазвежђу Рибе која се налази на NGC листи објеката дубоког неба.
Деклинација објекта је + 8° 9' 58" а ректасцензија 23h 20m 8,9s. Привидна величина (магнитуда) објекта NGC 7617 износи 13,8 а фотографска магнитуда 14,8. Налази се на удаљености од 44,703 милиона парсека од Сунца. NGC 7617 је још познат и под ознакама MCG 1-59-51A, CGCG 406-72, NPM1G +07.0516, PGC 71113.